# Streg-linjeapparat
Et streg-linjeapparat er et tegneredskab, der især tidligere har været brugt inden for teknisk tegning. Apparatet kan ad mekanisk vej tegne streglinjer, streg-priklinjer eller punkterede linjer. Apparatet trækkes langs en lineal. Et friktionshjul drejes herved. På samme aksel sidder en udskiftelig kamskive, der over en vægtstang løfter en ridsefjer væk fra papiret eller sænker den mod papiret. 